# Josef Kratina (Radsportler)
Josef Kratina (* 27. Januar 1942) ist ein ehemaliger tschechoslowakischer Radrennfahrer und nationaler Meister im Radsport.

## Sportliche Laufbahn
Kratina war Bahnradsportler. 1964 und 1966 gewann er die nationale Meisterschaft im Sprint. 1965 siegte er im Titelkampf im Tandemrennen mit Jiří Pecka als Partner. 1963 gewann er die Meisterschaft im Mannschaftszeitfahren. Im 1000-Meter-Zeitfahren wurde er bei den nationalen Meisterschaften 1964 und 1965 jeweils Dritter.
1964 gewann er das Sechstagerennen von Brno mit Jaroslav Bugner als Partner.
Später war er als Sportlicher Leiter im Team Dukla Praha  tätig.